# Chndsoresk

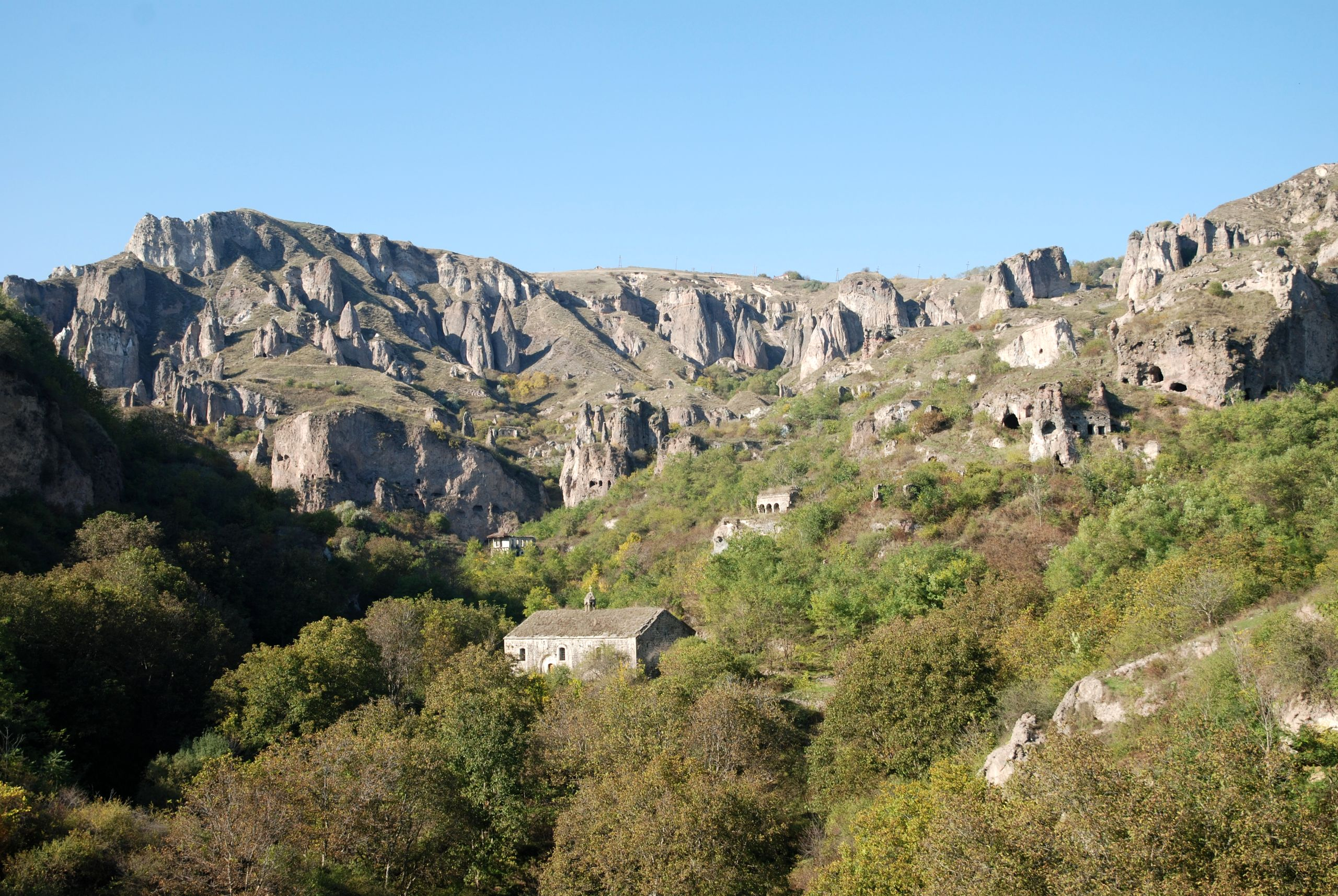
Tal von Alt-Chndsoresk und Hripsime-Kirche

Chndsoresk (armenisch Խնձորեսկ), andere Umschriften Khndzoresk, Chndzoresk, ist ein Dorf und eine Landgemeinde (hamaynkner) in der südarmenischen Provinz Sjunik östlich von Goris. Ein malerisches Tal unterhalb des Dorfes ist wegen seiner bizarren Felsformationen und zahlreichen Höhlen, von denen einige bis Mitte des 20. Jahrhunderts bewohnt waren, ein touristisches Ausflugsziel. Neben Gebäuderuinen aus dem 19. Jahrhundert blieben im Tal die Hripsime-Kirche, eine dreischiffige Basilika aus dem 17. Jahrhundert sowie eine einschiffige Kirche und die Ruinen einer Einsiedelei erhalten.

## Lage und Ortsbild von Neu-Chndsoresk
In Goris biegt die aus Nordwesten von Sissian kommende Schnellstraße M2 nach Süden ab, verlässt bald das Tal des Goris-Flusses, um entlang der Grenze zu Bergkarabach über einen Pass nahe der Klosterruine Bgheno-Noravank vorbei zur Provinzhauptstadt Kapan zu gelangen. In östlicher Richtung zweigt in Goris die M12 ab, erreicht nach 25 Kilometern den einzigen Grenzübergang zur Republik Bergkarabach und in der Verlängerung deren Hauptstadt Stepanakert. Die M12 führt vom in der Talsohle gelegenen Goris in Serpentinen auf ein weites Hochland mit Feldern und Weideflächen hinauf. Nach sechs Kilometern zweigt eine Nebenstraße nach Südosten ab und erreicht nach weiteren vier Kilometern das moderne Dorf Chndsoresk. Die Straße endet sieben Kilometer geradeaus hinter Chndsoresk vor der Grenze in Nerkin Chndsoresk („Unteres Chndsoresk“), einem in den 1980er Jahren neu gegründeten Dorf mit 317 Einwohnern (Berechnung von 2009).
Chndsoresk liegt auf einer Höhe von 1437 Metern am Rand der leicht gewellten, mit Gras bewachsenen Hochebene, die nach Süden steil in das zerklüftete Tal der Felshöhlen und östlich des Ortes in ein weiteres Tal abfällt. Die meisten der zweigeschossigen Wohnhäuser sind von Obstgärten (Äpfel, Pfirsiche) umgeben, die Landwirtschaft basiert auf Rinderzucht und dem Anbau von Gemüse.
Bei der Volkszählung des Jahres 2001 wurde die offizielle Einwohnerzahl mit 1992 angegeben. Im Januar 2009 lebten nach der amtlichen Statistik 2196 Einwohner in Chndsoresk. Außer der Ortsverwaltung gibt es eine Sekundarschule und einen Kindergarten. Am Ortseingang befindet sich ein Militärlager.

## Geschichte

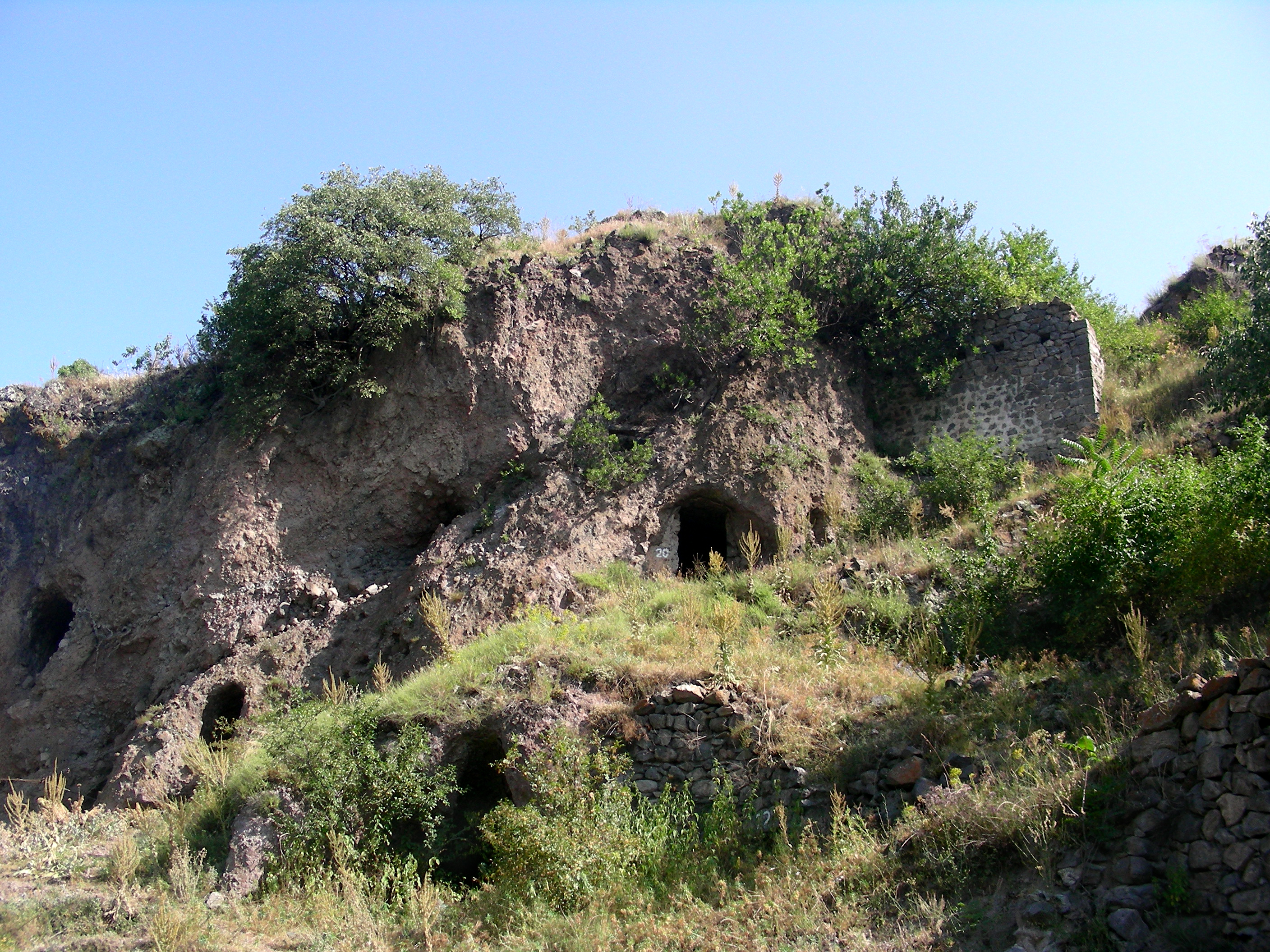
Eingänge ehemaliger Wohnhöhlen

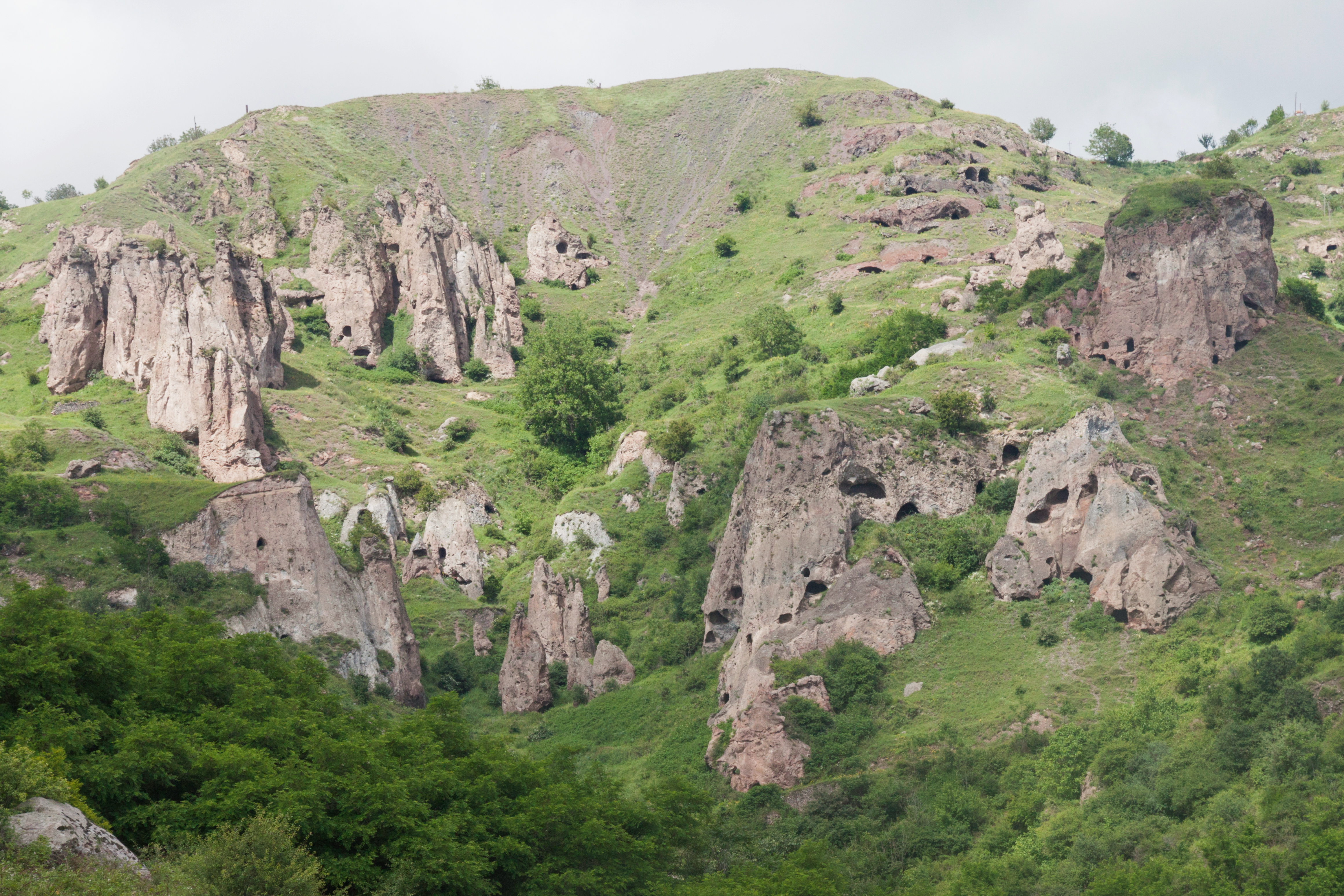
Felsformationen und Höhlen

Der Name Chndsoresk scheint sich auf den ersten Blick passend von chndsor, „Apfel“, herleiten zu lassen. Vermutlich hat jedoch der neue Ort den Namen der ersten Siedlung übernommen, die wegen ihrer Lage Chor Dsor oder Chordsoresk mit der Bedeutung „tiefe Schlucht“ hieß (die Endung -esk ist unklar). Das Tal war Ausgrabungen zufolge in der Bronzezeit und Eisenzeit besiedelt. Ab dem 5. Jahrhundert begannen die frühen Christen in verstärktem Maß, Höhlen als Wohnstätten anzulegen. Viele der rund 1800 Höhlen und einige freistehende Gebäude waren bis ins 20. Jahrhundert bewohnt. Anfang des 18. Jahrhunderts nahm die Bevölkerung am Befreiungskampf des Militärführers Davit Bek († 1728) teil, der 1724 im Kampf gegen die Safawiden die Festung Vorotnaberd eroberte und anschließend erfolgreich gegen die Osmanen rebellierte. Sein engster Mitstreiter und Nachfolger war Mkhitar Sparapet, der ebenfalls als Nationalheld verehrt wird. Mkhitar zog sich nach Chndsoresk zurück und errichtete sein Quartier im Tal in der Nähe des Flusses. Hier wurde er von verängstigten Dorfbewohnern umgebracht, weil sie in keine Kämpfe hineingezogen werden wollten und ihn deshalb aufgefordert hatten, sich in seine Festung Halidsor bei Kapan zurückzuziehen. Als die Mörder Mkhitars Kopf dem osmanischen Pascha von Täbris präsentierten, ließ dieser die Männer wegen ihrer heimtückischen Tat hinrichten. Mit dem Tod Mkhitar Sparapets war der armenische Aufstand gebrochen.
Der Katholikos und Chronist Abraham von Kreta († 1737) schildert den Sieg der zahlenmäßig unterlegenen Safawiden, auf deren Seiten Armenier kämpften, gegen die Osmanen in der Schlacht bei Jeghward vom Juli 1735. Im selben Jahr besuchte der Katholikos den Ort und berichtet darüber in seinem Geschichtswerk. Er beobachtete, wie Leute an Seilen die Felswand hochkletterten, um die Eingänge ihrer Höhlen zu erreichen.
Ende des 19. Jahrhunderts lag die Einwohnerzahl bei 4200, Anfang des 20. Jahrhunderts bei 8300. Im Jahr 1913 lebten rund 3000 Familien in Höhlenwohnungen. Am Zweiten Weltkrieg nahmen auf sowjetischer Seite 1250 Einwohner von Chndsoresk teil, von denen 480 starben. Das neue Dorf wurde in den 1950er Jahren gegründet. Die letzten Höhlenbewohner verließen ihre Behausungen in den 1980er Jahren. Während des Bergkarabachkonflikts in den 1990er Jahren flüchteten die Bewohner des neuen Dorfes in die Höhlen, um sich vor Artilleriebeschuss zu schützen. Heute werden einige Höhlen als Heulager verwendet, die große Mehrheit steht leer.

## Alt-Chndsoresk
Im östlichen, am dichtesten bebauten Teil des neuen Dorfes zweigt von der Durchgangsstraße ein asphaltierter Fahrweg nach Süden ab, der nach einigen hundert Metern bei den letzten Häusern in einen Schotterweg übergeht und in Serpentinen in westlicher Richtung zum alten Chndsoresk (Hin Chndsoresk) in die Schlucht führt. Viele der in die Sandsteinfelsen geschlagenen Wohnhöhlen lagen übereinander und waren durch Gänge miteinander verbunden, durch welche die Bewohner vor Plünderern flüchten und sich in andere geheime Höhlen zurückziehen konnten. In der dicht mit Büschen und Bäumen bewachsenen Talsohle liegt die Sankt-Thaddäus-Höhlenkirche (Surb Tadevos) versteckt, die im 17. Jahrhundert oder früher eingerichtet wurde. 
In der Mitte des Tals, hinter der Hripsime-Kirche, überquert seit Juni 2012 eine 160 Meter lange Fußgänger-Hängebrücke den tief in einer Schlucht eingeschnittenen Bach. Die von einem Geschäftsmann finanzierte Brücke war als Besuchermagnet geplant, um das Tal als Ausflugsziel zu etablieren. Als Vorbild mit ähnlicher Funktion wird die Seilbahn Tatev genannt. Ein Fahrweg von der Hauptstraße bis zur anderen Seite der Brücke befindet sich im Bau (Ende 2013).

### Saalkirche

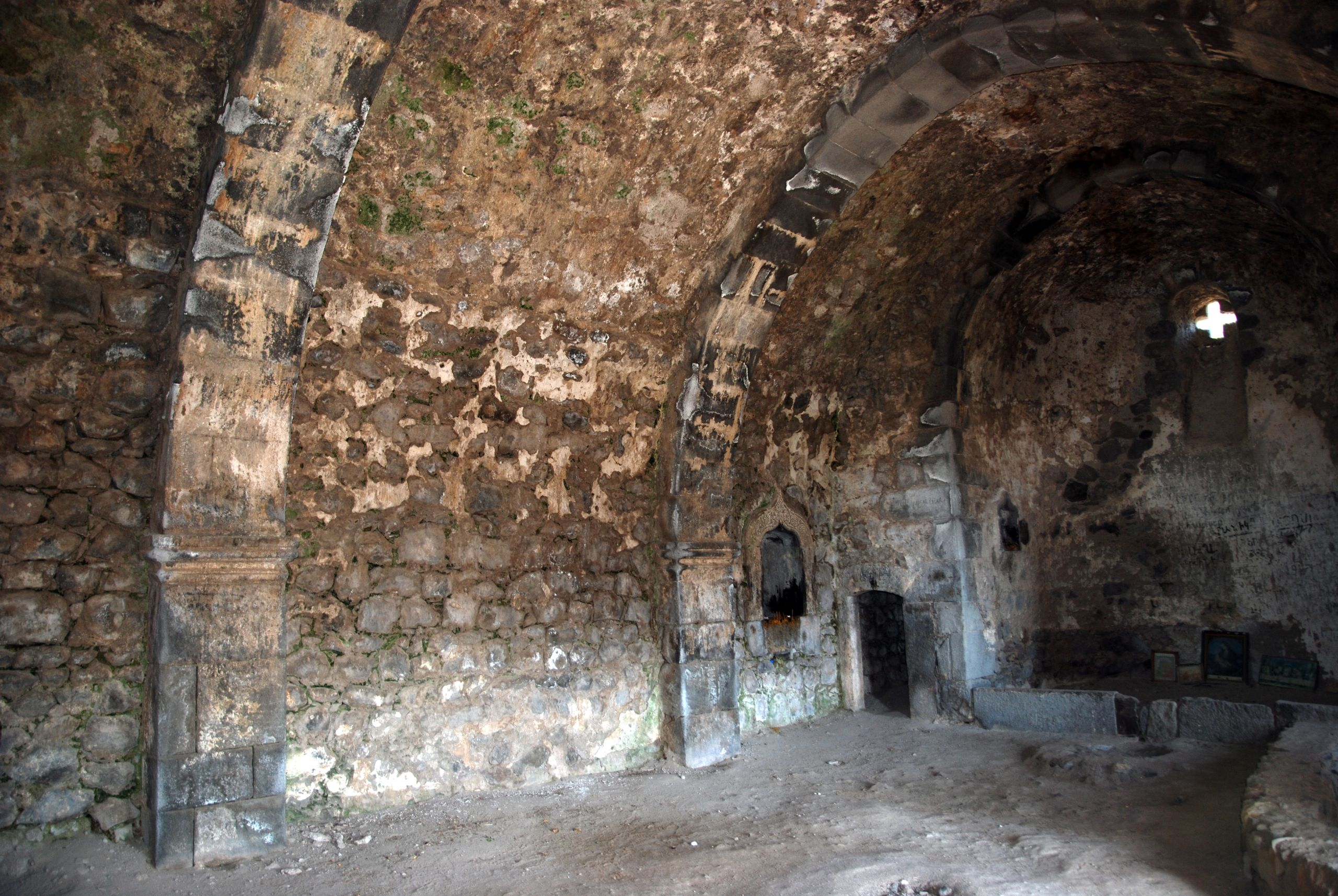
Obere Kirche. Nordwand und Apsis

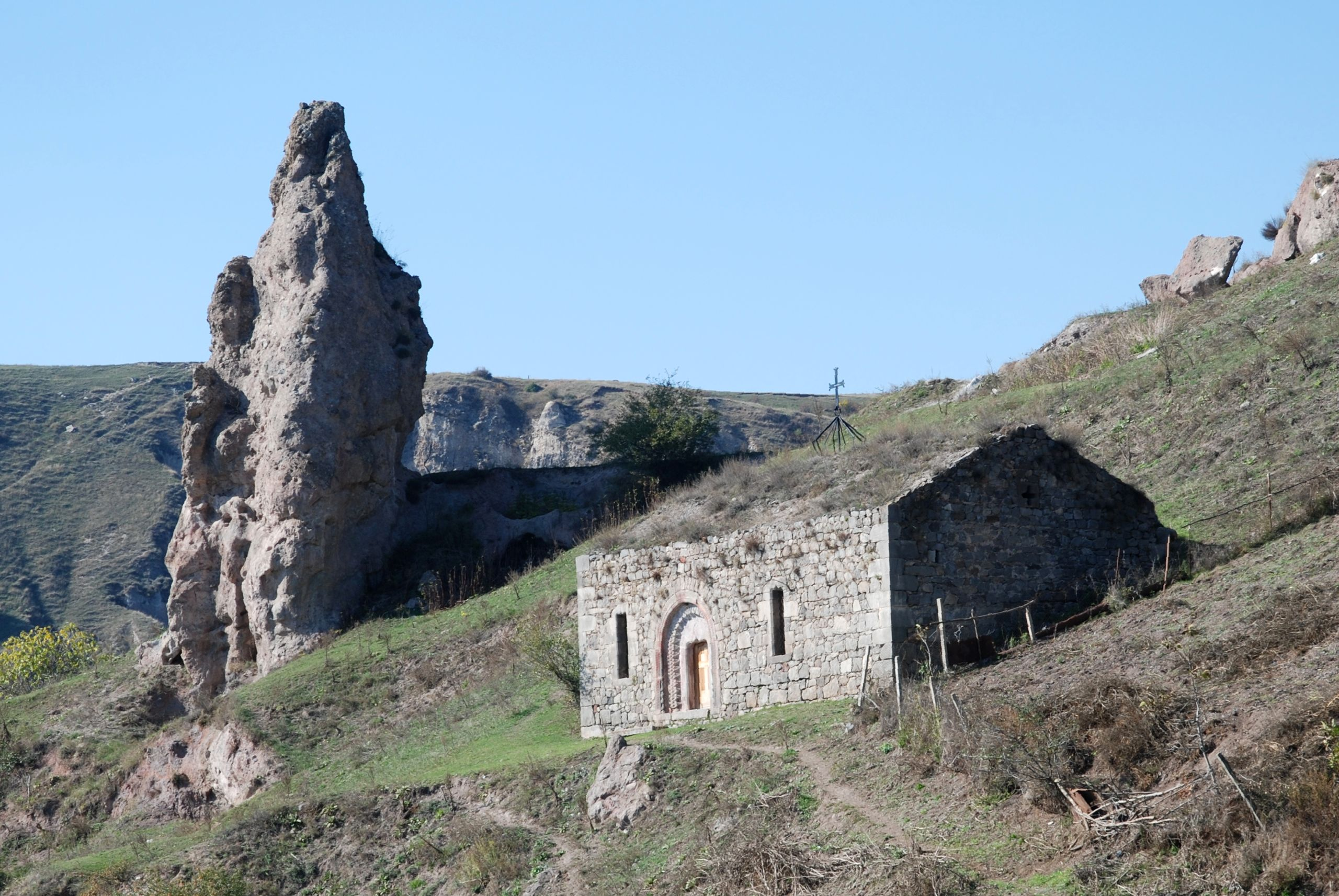
Obere Kirche von Südosten

Auf einem steileren Abkürzungspfad ist zunächst oben am Hang eine kleine Saalkirche zu erreichen, deren Dach mit Gras bewachsen ist. Ihr Tonnengewölbe wird von zwei Gurtbögen gegliedert, die sich an den Längswänden in Pilastern fortsetzen. Der einzige Zugang befindet sich im mittleren der drei Raumteile in der Südwand. Die Tür ist außen von einem Rundbogen umgeben, der dreistufig abgesetzt und äußerst aufwendig von außen nach innen mit einem Flechtband im Flachrelief, einer Kordel an der Kante, einer vollplastischen Muqarnas-artigen mittleren Stufe und auf der Türlaibung mit einer von Sternen ausgefüllten Wellenlinie im Flachrelief gestaltet wird.
Den Raum erhellen zwei Rundbogenfenster seitlich des Eingangs und ein rechteckiges Fenster mit einer winzigen Öffnung darüber in der Westwand. Die Nordwand ist fensterlos, weil das Gebäude im Norden bis zur Traufe in den Hang gebaut wurde und das Grasdach in den Hügel übergeht. Die halbrunde Apsis ist von zwei kleinen Nebenräumen umgeben, die sich zum Hauptraum öffnen, und schließt außen mit einer geraden Ostwand ab. In die Nordwand neben dem Altar ist typischerweise eine Verehrungsnische eingetieft. Ihre kielbogenförmige Umrahmung verweist wie die ornamentale Gestaltung des Portals auf Parallelen in der islamischen Architektur. Vom weißen Wandputz sind noch Reste vorhanden.

### Hripsime-Kirche

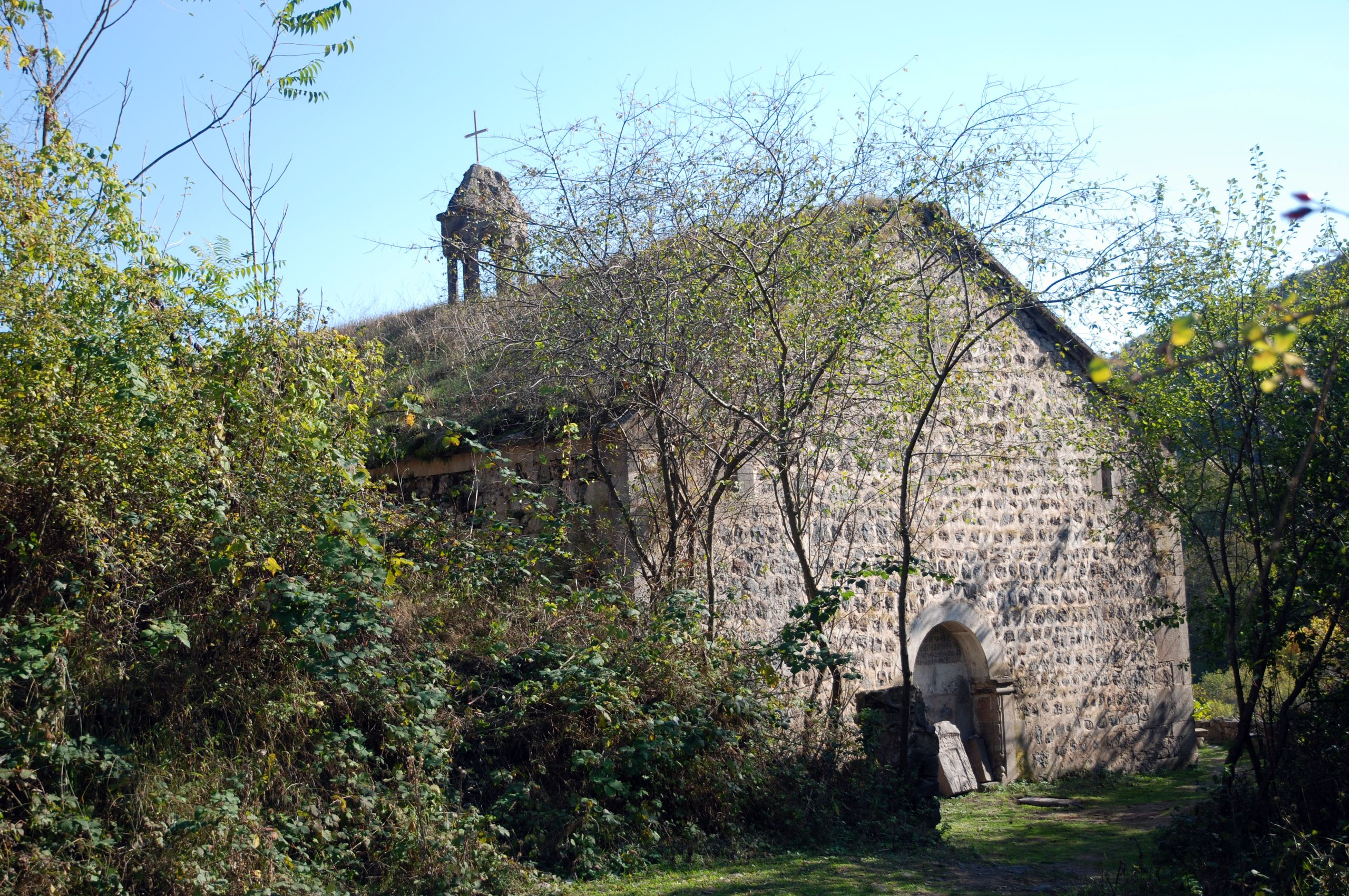
Westseite der Hripsime-Kirche mit zugemauertem Portal

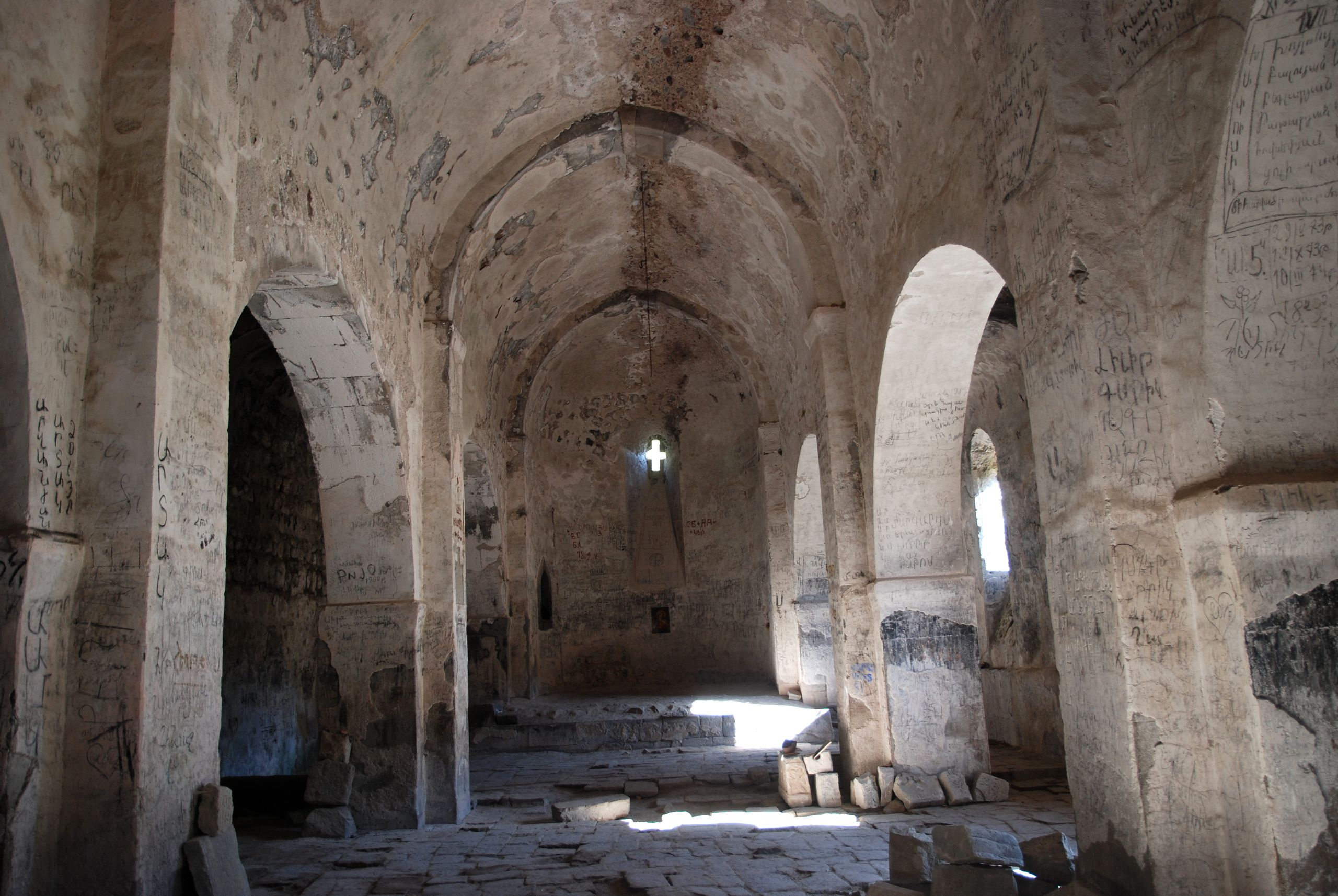
Hripsime-Kirche. Mittelschiff Richtung Apsis

Der Hauptweg ins Tal führt kurz nach einer großen zweigeschossigen Wohnhausruine zu einem Picknickplatz mit Brunnen am Bach. Etwa 100 Meter am Bach entlang ist auf einem Pfad die Kirche mit dem Namen der heiligen Hripsime, einer Märtyrerin des 4. Jahrhunderts, an ihrer Laterne auf dem Dach zwischen den Büschen zu erkennen. Die dreischiffige Basilika wurde 1665 möglicherweise über älteren Vorläufern errichtet. Die datierte Bauinschrift befindet sich im halbkreisförmigen Tympanon über dem heute zugemauerten Westeingang. 
Zwei massive T-förmige Pfeiler in jeder Reihe sind durch Rundbögen in Längsrichtung miteinander verbunden. Sie gliedern den Raum in ein breites hohes Mittelschiff und zwei schmälere, niedrigere Seitenschiffe. In Querrichtung verlaufen Gurtbögen zwischen den Pfeilern über das etwas spitzbogige mittlere Tonnengewölbe. Die Gurtbögen setzen sich an den Längswänden nicht als Pilaster fort. Die drei Gewölbe werden von einem Satteldach überdeckt, dessen Steinplatten mit Gras überwachsen sind. Dieser Bautyp ist charakteristisch für die ab dem Ende des 17. Jahrhunderts in Südarmenien errichteten ländlichen Kirchen. Besonders in den Dörfern des historischen Gebietes Sangesur wurden Pfeilerbasiliken gebaut, die auf einfache frühchristliche Vorbilder zurückgehen. Eine ähnliche, ebenfalls der Hripsime gewidmete Kirche von 1705 steht im Dorf Tandzaver (südlich des Klosters Tatew). Zum langgezogenen Typus mit zwei Pfeilerpaaren gehören ferner die Klöster Haranc Anapat (1613 gegründet und 1658 durch ein Erdbeben zerstört), Mec Anapat („Große Einsiedelei“, an jener Stelle 1662 neu gegründet), die beide in der Provinz Sjunik liegen, sowie in der Provinz Wajoz Dsor die 1703 datierte Muttergotteskirche von Jeghegis und die Klosterkirche von Shativank (um 1655).
Das Portal in der südlichen Längswand entspricht im Wesentlichen demjenigen der kleinen Kirche, ist jedoch weniger detailreich gearbeitet. So fehlt hier das Flechtband an der äußeren Bogenlaibung und anstelle des dortigen Kielbogens am Türsturz ist lediglich ein flacher Kreisbogen vorhanden. Auch die Anordnung der großen Fenster, die nur in der Südwand liegen und in der Nordwand fehlen, sowie das kleine Fensterkreuz in der Ostapsis zeigen die Hripsime-Kirche als vergrößertes Abbild der oberen Kirche. Die drei Fenster der Südwand sind mittig in den Wandfeldern angeordnet, weshalb das Südportal aus der Mitte nach Westen verschoben werden musste. Zwei der Fenster sind von einer glatten Laibung mit flachem Rundbogen umgeben, das östliche Fenster der Südwand besitzt dagegen einen rechteckigen Rahmen, der wie die Portallaibung der oberen Kirche außen mit einem rautenförmigen Muster und innerhalb wie an den Portalen beider Kirchen mit Muqarnas-artigen Zacken gestaltet ist. Die halbrunde Altarapsis grenzt sich durch ein Podest (Bema) vom Kirchensaal ab; die rechteckigen Nebenräume sind von den Seitenschiffen zugänglich. Die Kirche ist vollständig erhalten, befindet sich jedoch in einem ungepflegten Zustand. Ein Altarstein wird von der lokalen Bevölkerung verehrt.

### Einsiedelei

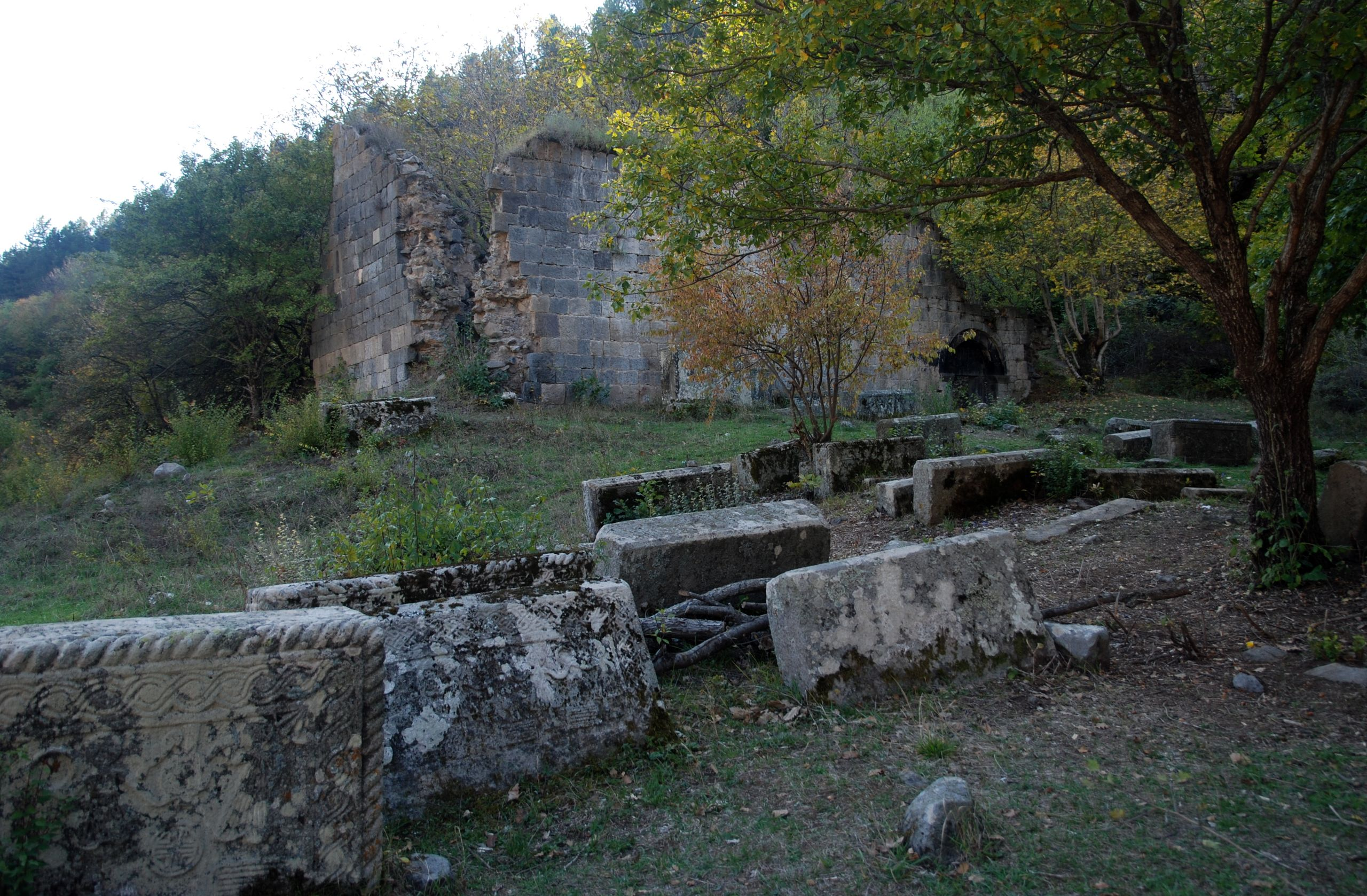
Grabsteine und Kirchenruine der Einsiedelei

Jenseits der Hängebrücke führt ein Pfad durch den Wald am Westhang der Schlucht hinunter zu den Ruinen einer mönchischen Einsiedelei (anapat) und einem Friedhof. Der Weg ist als „Grab des Mkh. Sparapet“ beschildert. Teilweise erhalten blieben die Außenmauern einer einschiffigen Kirche ohne Dach, etwas oberhalb die langgezogene Fassade eines Gebäudes mit einer Reihe von neun Eingängen und mehrere Grabsteine aus dem 16. bis 19. Jahrhundert. Die meisten Grabsteine tragen auf der einen Längsseite lange Inschriften und auf der anderen Seite Reliefs mit Alltagsszenen, teilweise ist eine Seite mit islamisch anmutenden geometrischen Ornamenten bedeckt. Typisch sind runde Kanten mit Kordeln, wie sie an den Portalen der beiden Kirchen vorkommen. Auf dem verehrten Grabstein Mkhitar Sparapets bewegen sich drei Reiter in eine Richtung, der vorderste trägt einen langen Speer. Zwei weitere Grabsteine gehören seinem Sohn Aharon und seiner Lebensgefährtin Gohar.

## Söhne und Töchter des Orts
- Tatewik Sasandarjan (1916–1999), Mezzosopranistin und Hochschullehrerin